# 5410 Spivakov
5410 Spivakov (1967 DA) là một tiểu hành tinh vành đai chính được phát hiện ngày 16 tháng 2 năm 1967 bởi T. M. Smirnova ở Nauchnyj.